# Sizergh Castle & Garden
Sizergh Castle and Garden er et country house og tilhørende haveanlæge, der ligger i Helsington, omkring 6 km syd for Kendal i Cumbria, England. Det ligger i det historiske county Westmorland. Den tidligste del af bygninge stammer fra slutningen af 1300-tallet eller begyndelsen af 1400-tallet. Ejendommen er ejet af Hornyold-Strickland-familien, men den drives af National Trust.
I 2016 blev Sizergh-ejendommen inkluderet i den nyligt udvidede Lake District National Park.
Det er en listed building af første grad.